# Molippa azuelensis
Molippa azuelensis is een vlinder uit de onderfamilie Hemileucinae van de familie nachtpauwogen (Saturniidae).
De wetenschappelijke naam van de soort is voor het eerst geldig gepubliceerd in 1976 door Claude Lemaire.